# Giro d'Itàlia de 2005
El Giro d'Itàlia de 2005 fou la 88a edició del Giro d'Itàlia i es disputà entre 7 i el 29 de maig de 2005, amb un recorregut de 3.498 km distribuïts en 21 etapes, una d'elles el pròleg inicial. Aquesta era la tretzena prova de l'UCI ProTour 2005.
El guanyador final de la prova fou l'italià Paolo Savoldelli (Discovery Channel) malgrat no guanyar cap etapa. L'acompanyaran al podi el seu compatriota Gilberto Simoni (Lampre-Caffita) i el colombià José Rujano (Colombia-Selle Italia) que també aconseguí el gran premi de la muntanya. En les altres classificacions, Paolo Bettini aconseguí la classificació del punts i el millor equip fou el Liquigas-Bianchi. Robbie McEwen i Alessandro Petacchi foren els que més etapes guanyaren, amb tres triomfs cadascun.

## Equips participants
Els 20 equips ProTour hi prengueren part. Per altra banda l'organització va decidir convidar 2 equips continentals professionals, per tal de formar un pilot de 22 equips. Els equips convidats van ser: Ceramica Panaria-Navigare i Colombia-Selle Italia.
| Núm.    | Codi | Equip                     |
| ------- | ---- | ------------------------- |
| 1-9     | LAM  | Lampre-Caffita            |
| 11-19   | BTL  | Bouygues Télécom          |
| 21-29   | PAN  | Ceramica Panaria-Navigare |
| 31-39   | COF  | Cofidis                   |
| 41-49   | CLM  | Colombia-Selle Italia     |
| 51-59   | C.A  | Crédit Agricole           |
| 61-69   | DVL  | Davitamon-Lotto           |
| 71-79   | DSC  | Discovery Channel         |
| 81-89   | SDM  | Domina Vacanze            |
| 91-99   | EUS  | Euskaltel-Euskadi         |
| 101-109 | FAS  | Fassa Bortolo             |

| Núm.    | Codi | Equip                          |
| ------- | ---- | ------------------------------ |
| 111-119 | FDJ  | Française des Jeux             |
| 121-129 | GST  | Gerolsteiner                   |
| 131-139 | IBA  | Illes Balears-Caisse d'Epargne |
| 141-149 | LSW  | Liberty Seguros-Würth          |
| 151-159 | LIQ  | Liquigas-Bianchi               |
| 161-169 | PHO  | Phonak Hearing Systems         |
| 171-179 | QST  | Quick Step-Innergetic          |
| 181-189 | RAB  | Rabobank                       |
| 191-199 | SDV  | Saunier Duval-Prodir           |
| 201-209 | CSC  | Team CSC                       |
| 211-219 | TMO  | T-Mobile Team                  |

## Etapes
| Etapa     | Data       | Recorregut                      | Km         | Guanyador           | Líder            |
| --------- | ---------- | ------------------------------- | ---------- | ------------------- | ---------------- |
| Pròleg    | 7 de maig  | Reggio de Calàbria              | 1,15 (CRI) | Brett Lancaster     | Brett Lancaster  |
| 1a etapa  | 8 de maig  | Reggio de Calàbria-Tropea       | 208        | Paolo Bettini       | Paolo Bettini    |
| 2a etapa  | 9 de maig  | Catanzaro-Santa Maria del Cedro | 182        | Robbie McEwen       | Robbie McEwen    |
| 3a etapa  | 10 de maig | Diamante-Giffoni                | 205        | Danilo Di Luca      | Paolo Bettini    |
| 4a etapa  | 11 de maig | Giffoni-Frosinone               | 211        | Luca Mazzanti       | Paolo Bettini    |
| 5a etapa  | 12 de maig | Celano-L'Aquila                 | 223        | Danilo Di Luca      | Danilo Di Luca   |
| 6a etapa  | 13 de maig | Viterbo-Marina di Grosseto      | 153        | Robbie McEwen       | Paolo Bettini    |
| 7a etapa  | 14 de maig | Grosseto-Pistoia                | 211        | Koldo Gil           | Danilo Di Luca   |
| 8a etapa  | 15 de maig | Lamporecchio-Florència          | 45 (CRI)   | David Zabriskie     | Danilo Di Luca   |
| 9a etapa  | 16 de maig | Florència-Ravenna               | 139        | Alessandro Petacchi | Danilo Di Luca   |
| 10a etapa | 18 de maig | Ravenna-Rossano Veneto          | 212        | Robbie McEwen       | Danilo Di Luca   |
| 11a etapa | 19 de maig | Marostica-Zoldo Alto            | 150        | Paolo Savoldelli    | Ivan Basso       |
| 12a etapa | 20 de maig | Alleghe-Rovereto                | 178        | Alessandro Petacchi | Ivan Basso       |
| 13a etapa | 21 de maig | Mezzocorona-Ortisei             | 218        | Iván Parra          | Paolo Savoldelli |
| 14a etapa | 22 de maig | Egna-Livigno                    | 210        | Iván Parra          | Paolo Savoldelli |
| 15a etapa | 23 de maig | Livigno-Lissone                 | 205        | Alessandro Petacchi | Paolo Savoldelli |
| 16a etapa | 25 de maig | Lissone-Varazze                 | 210        | Christophe Le Mével | Paolo Savoldelli |
| 17a etapa | 26 de maig | Varazze-Limone Piemonte         | 194        | Ivan Basso          | Paolo Savoldelli |
| 18a etapa | 27 de maig | Chieri-Torí                     | 34 (CRI)   | Ivan Basso          | Paolo Savoldelli |
| 19a etapa | 28 de maig | Savigliano-Sestrieras           | 190        | José Rujano Guillén | Paolo Savoldelli |
| 20a etapa | 29 de maig | Albese con Cassano-Milà         | 119        | Alessandro Petacchi | Paolo Savoldelli |

## Classificacions finals

### Classificació general
|    | Ciclista           | Equip                          | Temps       |
| -- | ------------------ | ------------------------------ | ----------- |
| 1  | Paolo Savoldelli   | Discovery Channel              | 91h 25' 51" |
| 2  | Gilberto Simoni    | Lampre-Caffita                 | + 28"       |
| 3  | José Rujano        | Colombia-Selle Italia          | + 45"       |
| 4  | Danilo Di Luca     | Liquigas-Bianchi               | + 2'42"     |
| 5  | Juan Manuel Gárate | Saunier Duval-Prodir           | + 3'11"     |
| 6  | Serhí Hontxar      | Domina Vacanze                 | + 4'22"     |
| 7  | Vladímir Karpets   | Illes Balears-Caisse d'Epargne | + 11'15"    |
| 8  | Pietro Caucchioli  | Crédit Agricole                | + 11'38"    |
| 9  | Marzio Bruseghin   | Fassa Bortolo                  | + 11'40"    |
| 10 | Emanuele Sella     | Ceramica Panaria-Navigare      | + 12'33"    |

|   | Ciclista        | Equip                 | Temps |
| - | --------------- | --------------------- | ----- |
| 1 | José Rujano     | Colombia-Selle Italia | 143   |
| 2 | Iván Parra      | Colombia-Selle Italia | 57    |
| 3 | Gilberto Simoni | Lampre-Caffita        | 45    |
| 4 | Ivan Basso      | Team CSC              | 41    |
| 5 | Danilo Di Luca  | Liquigas-Bianchi      | 29    |

|   | Ciclista            | Equip                 | Punts |
| - | ------------------- | --------------------- | ----- |
| 1 | Paolo Bettini       | Quick Step-Innergetic | 162   |
| 2 | Alessandro Petacchi | Fassa Bortolo         | 154   |
| 3 | Danilo Di Luca      | Liquigas-Bianchi      | 136   |
| 4 | Paolo Savoldelli    | Discovery Channel     | 124   |
| 5 | Ivan Basso          | Team CSC              | 114   |

|   | Ciclista       | Equip                 | Temps     |
| - | -------------- | --------------------- | --------- |
| 1 | Stefano Zanini | Quick Step-Innergetic | 54h37'01" |
| 2 | Paolo Bettini  | Quick Step-Innergetic | a 27"     |
| 3 | Sven Krauss    | Team Gerolsteiner     | a 30"     |
| 4 | Bram Schmitz   | T-Mobile Team         | a 2'16"   |
| 5 | Ivan Basso     | Team CSC              | a 2'31"   |

|   | Equip                          | Temps        |
| - | ------------------------------ | ------------ |
| 1 | Liquigas-Bianchi               | 274h 42' 31" |
| 2 | Crédit Agricole                | + 24'28"     |
| 3 | Lampre-Caffita                 | + 29'21"     |
| 4 | Domina Vacanze                 | + 32'27"     |
| 5 | Illes Balears-Caisse d'Epargne | + 1h 08' 29" |

## Evolució de les classificacions
| Etapa                  | Vencedor               | Classificació general Maglia rosa | Classificació per punts Maglia ciclamino | Gran Premi de la muntanya Maglia verde | Classificació de l'intergiro Maglia blu | Trofeo Fast Team | Trofeo Super Team |
| ---------------------- | ---------------------- | --------------------------------- | ---------------------------------------- | -------------------------------------- | --------------------------------------- | ---------------- | ----------------- |
| Prol.                  | Brett Lancaster        | Brett Lancaster                   | no assignat                              | no assignat                            | no assignat                             | Fassa Bortolo    | no assignat       |
| 1ª                     | Paolo Bettini          | Paolo Bettini                     | Paolo Bettini                            | Thorwald Veneberg                      | Sven Krauss                             | Liquigas-Bianchi | Davitamon-Lotto   |
| 2ª                     | Robbie McEwen          | Robbie McEwen                     | Robbie McEwen                            | Thorwald Veneberg                      | Sven Krauss                             | Liquigas-Bianchi | Davitamon-Lotto   |
| 3ª                     | Danilo Di Luca         | Paolo Bettini                     | Robbie McEwen                            | Dario Cioni                            | Sven Krauss                             | Liquigas-Bianchi | Liquigas-Bianchi  |
| 4ª                     | Luca Mazzanti          | Paolo Bettini                     | Paolo Bettini                            | Dario Cioni                            | Sven Krauss                             | Liquigas-Bianchi | Liquigas-Bianchi  |
| 5ª                     | Danilo Di Luca         | Danilo Di Luca                    | Danilo Di Luca                           | José Rujano                            | Sven Krauss                             | Liquigas-Bianchi | Liquigas-Bianchi  |
| 6ª                     | Robbie McEwen          | Paolo Bettini                     | Robbie McEwen                            | José Rujano                            | Sven Krauss                             | Liquigas-Bianchi | Davitamon-Lotto   |
| 7ª                     | Koldo Gil              | Danilo Di Luca                    | Danilo Di Luca                           | Koldo Gil                              | Sven Krauss                             | Lampre-Caffita   | Liquigas-Bianchi  |
| 8ª                     | David Zabriskie        | Danilo Di Luca                    | Danilo Di Luca                           | Koldo Gil                              | Sven Krauss                             | Liquigas-Bianchi | Liquigas-Bianchi  |
| 9ª                     | Alessandro Petacchi    | Danilo Di Luca                    | Danilo Di Luca                           | Koldo Gil                              | Sven Krauss                             | Liquigas-Bianchi | Liquigas-Bianchi  |
| 10ª                    | Robbie McEwen          | Danilo Di Luca                    | Robbie McEwen                            | Koldo Gil                              | Sven Krauss                             | Liquigas-Bianchi | Davitamon-Lotto   |
| 11ª                    | Paolo Savoldelli       | Ivan Basso                        | Robbie McEwen                            | José Rujano                            | Sven Krauss                             | Liquigas-Bianchi | Davitamon-Lotto   |
| 12ª                    | Alessandro Petacchi    | Ivan Basso                        | Robbie McEwen                            | José Rujano                            | Sven Krauss                             | Liquigas-Bianchi | Davitamon-Lotto   |
| 13ª                    | Iván Parra             | Paolo Savoldelli                  | Paolo Bettini                            | José Rujano                            | Sven Krauss                             | Liquigas-Bianchi | Davitamon-Lotto   |
| 14ª                    | Iván Parra             | Paolo Savoldelli                  | Danilo Di Luca                           | José Rujano                            | Sven Krauss                             | Liquigas-Bianchi | Liquigas-Bianchi  |
| 15ª                    | Alessandro Petacchi    | Paolo Savoldelli                  | Paolo Bettini                            | José Rujano                            | Paolo Bettini                           | Liquigas-Bianchi | Davitamon-Lotto   |
| 16ª                    | Christophe Le Mevel    | Paolo Savoldelli                  | Paolo Bettini                            | José Rujano                            | Paolo Bettini                           | Liquigas-Bianchi | Davitamon-Lotto   |
| 17ª                    | Ivan Basso             | Paolo Savoldelli                  | Paolo Bettini                            | José Rujano                            | Stefano Zanini                          | Liquigas-Bianchi | Davitamon-Lotto   |
| 18ª                    | Ivan Basso             | Paolo Savoldelli                  | Paolo Bettini                            | José Rujano                            | Stefano Zanini                          | Liquigas-Bianchi | Davitamon-Lotto   |
| 19ª                    | José Rujano            | Paolo Savoldelli                  | Paolo Bettini                            | José Rujano                            | Stefano Zanini                          | Liquigas-Bianchi | Davitamon-Lotto   |
| 20ª                    | Alessandro Petacchi    | Paolo Savoldelli                  | Paolo Bettini                            | José Rujano                            | Stefano Zanini                          | Liquigas-Bianchi | Davitamon-Lotto   |
| Classificacions finals | Classificacions finals | Paolo Savoldelli                  | Paolo Bettini                            | José Rujano                            | Stefano Zanini                          | Liquigas-Bianchi | Davitamon-Lotto   |